# Спортивна гімнастика на літніх Олімпійських іграх 2016 — різновисокі бруси (жінки)
Змагання зі спортивної гімнастики (різновисокі бруси) серед жінок на літніх Олімпійських іграх 2016 пройшли 14 серпня на Олімпійській арені Ріо. Брали участь 8 спортсменів з 5-и країн.

## Кваліфікаційний раунд
6 серпня відбувся кваліфікаційний раунд, за результатами якого визначились учасники фіналу. 
Гімнасти, які посіли перші 8 місць, кваліфікувалися у фінальний раунд. Якщо більш як два спортсмени однієї країни потрапляють до перших 8-ми, то ті, що нижче другого місця у своїй команді, не проходять далі, а їх заміняють спортсмени з наступними найкращими оцінками.
| Місце | Гімнастка               | Оц. скл. | Оц. вик. | Штр. | Сума   |
| ----- | ----------------------- | -------- | -------- | ---- | ------ |
| 1     | Медісон Кошан (USA)     | 6.700    | 9.166    |      | 15.866 |
| 2     | Алія Мустафіна (RUS)    | 6.800    | 9.033    |      | 15.833 |
| 3     | Геббі Дуглас (USA)      | 6.500    | 9.266    |      | 15.766 |
| 4     | Дарія Спірідонова (RUS) | 6.700    | 8.983    |      | 15.683 |
| 5     | Елізабет Зайц (GER)     | 6.600    | 8.866    |      | 15.466 |
| 6     | Софі Шедер (GER)        | 6.600    | 8.833    |      | 15.433 |
| 7     | Джессіка Лопес (VEN)    | 6.400    | 8.933    |      | 15.333 |
| 8     | Шан Чуньсун (CHN)       | 6.700    | 8.600    |      | 15.300 |

## Фінал
| Місце | Гімнастка               | Оц. скл. | Оц. вик. | Штр. | Сума   |
| ----- | ----------------------- | -------- | -------- | ---- | ------ |
| 1     | Алія Мустафіна (RUS)    | 6.800    | 9.100    |      | 15.900 |
| 2     | Медісон Кошан (USA)     | 6.700    | 9.133    |      | 15.833 |
| 3     | Софі Шедер (GER)        | 6.600    | 8.966    |      | 15.566 |
| 4     | Елізабет Зайц (GER)     | 6.600    | 8.933    |      | 15.533 |
| 5     | Шан Чуньсун (CHN)       | 6.700    | 8.733    |      | 15.433 |
| 6     | Джессіка Лопес (VEN)    | 6.700    | 8.633    |      | 15.333 |
| 7     | Геббі Дуглас (USA)      | 6.500    | 8.566    |      | 15.066 |
| 8     | Дарія Спірідонова (RUS) | 6.100    | 7.866    |      | 13.966 |